# 新山重治
新山 重治（にいやま しげじ、1957年8月5日 - ）は中国料理のシェフで、東京の中国料理店「礼華（らいか）」「礼華 青鸞居（らいか せいらんきょ）」のオーナー。上海料理を中心とする中国料理の伝統を踏まえながら、独創性の高いヌーベルシノワ（Nouvelle chinois）を提供している。青森県上北郡出身。

## 経歴・人物
- 1957年（昭和32年）、青森県上北郡東北町に生まれる。中学校を卒業後、料理人を目指して上京。16歳で調理師となり、中国料理のシェフを志し、都内の東條會舘やキャピトル東急ホテル（現ザ・キャピトルホテル東急）等で経験を積む。1986年9月、立川リーセントパークホテル「楼蘭」において総料理長・脇屋友詞のもとで副料理長を務め、1991年には同店の料理長に就任。1997年、パンパシフィックホテル横浜（現・横浜ベイホテル東急）「中国料理　トゥーランドット游仙境」の料理長を経て、1998年から「魚翅海鮮酒家 筑紫樓」本店（東京・恵比寿）の料理長に就任。[1]
- 2004年3月6日、オーナーシェフとして中国料理店「礼華（らいか）」（東京都新宿区新宿）をオープン。2009年12月6日、広いホールと大小の個室を設けた中国料理店「礼華 青鸞居（らいか せいらんきょ）」（東京都港区南青山）をオープン。[1]

### エピソード
- 店名「礼華」の由来は儒教の経書『周礼（しゅらい）』『儀礼（ぎらい）』『礼記（らいき）』の「礼」にあやかるとともに中国料理への深い感謝と敬意をこめて、「中華料理」の「華」と組み合わせたもの。『礼記』には「夫禮（礼）之初、始諸飲食。（すべての礼は飲食に始まる）」という言葉がある。[1]
- 南青山の「青鸞居」は「礼華」新宿店の南方に当たるため、南を守り平安の世を象徴するという鳳凰のモデルとなった実在の鳥、青鸞にちなんだもの。店内は風水に基づき、福徳・繁栄・長寿など吉祥に満ちた空間となるよう考慮して設計された。[1]
- 2016年7月、「飛鳥クルーズ就航25周年記念　飛鳥II　夏の北海道クルーズ」（横浜～函館）において、飛鳥クルーズ25周年スペシャルディナーを提供するシェフとして乗船予定。「飛鳥II」は日本籍で最大の外航クルーズ客船（50,142トン）。[2]

### 料理の特徴・評価
- フカヒレなど高級乾貨を用いる料理や秋の上海蟹料理に定評があるほか、中国料理の既成概念を超える現代的なエッセンスを盛り込んだメニューも打ち出している。水連菜や広東白菜といった珍しい中国野菜をはじめ、山菜など日本の四季折々の食材、イタリア、フランス、スペイン、中東、韓国など各国の食材や調理の技法も積極的に取り入れた、美しい彩りと繊細な味わいのヌーベルシノワで人気を博している。[1][3]
- スペシャリテ（看板料理）である「フカヒレ姿煮込み」は定番の醤油ベースの上海風だけでなく、上湯（シャンタン）、XO醤、上海蟹入り、松茸、トリュフなどオリジナルのソースのバリエーションも用意。[1]
- コース料理が主体で、旬に応じて1～2か月ごとに内容を替える。プリフィクス形式のコースは100種類以上のメニューから好みの料理が選べる。一人分ずつ盛り付けるフレンチスタイルで提供。[1]
- 創業時から中国料理とワインとのマリアージュを提唱しており、ビオ・ワイン、オーガニックワイン、銘醸ワイナリーのグラン・ヴァンを揃え、新宿店にも青山店にもソムリエがいる。[1]
- おせち料理は自社サイトや都内の百貨店のカタログ等で予約販売。同店の味を代表する30品以上の詰め合わせの二段重に、フカヒレ姿煮の醤油煮込みやトリュフソース煮、合鴨ロースの北京ダック風も付けられる三段重も提供。[4]
- 2010年7月からテレビショッピング「ショップチャンネル」で新山重治・監修の「礼華特製　具だくさん旨味らー油」を発売。初回は30分で4000セット（2万本）が完売し、2016年3月現在までに累計7万本を超えるヒット商品となった。[4]

## メディア関連

### テレビ出演
- 新チューボーですよ!（2016年4月23日、TBS）「天津飯」
- ウチくる!?　芸能界のグルメ王 津川雅彦が自分で仕込んだお店巡り（2015年11月22日、フジテレビ）津川雅彦が絶対に食べてほしい厳選グルメ「絶品フカヒレ丼（フカヒレ姿煮込みご飯）」
- 新チューボーですよ!（2015年2月21日、TBS）「ネギそば」
- 朝だ!生です旅サラダ（2014年12月6日、朝日放送）三船美佳のおでかけごはん「上海ガニを使った絶品そば」
- ぐるぐるナインティナイン激熱ゴチ!!　高額出費ならサヨナラ＆岡村も勝負鍋SP（2013年12月5日、日本テレビ）「グルメチキンレース・ゴチになります！　高級上海料理バトル」
- 職人の麺工房（2013年10月30日・11月6日、BS朝日）「焼豚とねぎの香味麺　新山重治シェフ×日清ラ王豚骨」
- きょうの料理　一品入魂（2012年5月17日、NHK Eテレ）「豚肩ロース肉で作る広東風チャーシュー、大豆の八角煮、チャーシューのピリ辛あえ」
- あさイチ（2012年5月14日、NHK総合）「台湾風豆乳スープ＆アスパラガスの貝柱あんかけ」
- チューボーですよ!（2012年5月12日、TBS）「黒酢の酢豚」
- オールスター感謝祭　芸能界No.1決定戦SP（2011年10月1日、TBS）「北京ダックセット」
- 王様のブランチ（2011年7月23日、TBS）「青山OLおすすめランチBEST5」第5位「礼華 青鸞居」
- 上沼・高田のクギズケ!（2011年7月17日、読売テレビ・中京テレビ）「芸能人お取り寄せバトル　津川雅彦さんオススメ！フカヒレ姿煮」
- 情報プレゼンター とくダネ!（2011年1月6日、フジテレビ）「礼華特製おせち料理三段重」
- チューボーですよ!（2010年10月30日、TBS）「酸辣湯麺」
- ダウンタウンDX（2010年7月22日、読売テレビ）「スターのおすすめグルメ　スタジオ飛び出しちゃいましたスペシャル」オススメ特選カタログ！「がっつり飯」津川雅彦の食べてみて：青山「礼華 青鸞居」フカヒレの姿煮込みご飯
- ダウンタウンDX（2010年2月4日？　2月25日？、読売テレビ）「スターのオススメ 買ってみて！行ってみて！カタログ」津川雅彦さん紹介　礼華 青鸞居の「フカヒレの姿煮込みご飯」
- はなまるマーケット（2008年11月10日、TBS）「牛肉のやわらか蒸し」

※その他、多数。

### 掲載誌
- 『dancyu（ダンチュウ）』（2014年10月号／プレジデント社）夏が終わる前に「グッバイ冷やし中華。」：「礼華 青鸞居」外苑前
- 『月刊 専門料理』（2013年12月号／柴田書店）和洋中 お節料理の表現：新山重治（礼華　青鸞居）
- 『さすがと言わせる選抜グルメ2014』山内史子、佐々木ケイ・著（2013年11月29日発行／ジェイティビィパブリッシング）P.189　礼華
- 『名店レシピの巡礼修業　作ってわかった、あの味のヒミツ』中村孝則・著（2013年5月17日発行／世界文化社）東坡肉―東京・新宿／新山重治／礼華
- 『éclat（エクラ）』（2013年1月号／集英社）美食家の「お取り寄せ」：フードジャーナリストの犬養裕美子さんおすすめ「礼華　お取り寄せ厨房　フカヒレ姿煮込みトリュフソース」
- 『月刊 専門料理』（2012年2月号／柴田書店）和洋中10店　定番のだし、ピンポイントのだし：新山重治（礼華 青鸞居）
- 『東京カレンダー』（2011年12月号／東京カレンダー）名店を、ランチで愉しむ：礼華
- 『東京カレンダー』（2011年10月号／東京カレンダー）「礼華お取り寄せ厨房」の1番人気「フカヒレの姿煮込み」
- 『月刊EXILE（エグザイル）』（2011年2月号／LDH）2011年開運フード「礼華特製ラー油」
- 『東京カレンダー』（2011年2月号／東京カレンダー）東京カレンダー　レストラン de お取り寄せ：礼華のフカヒレ姿煮
- 『月刊 専門料理』（2010年12月号／柴田書店）魚料理　「魚」メニューを強化する　9店に聞く魚の仕入れと活用術：新山重治（礼華 青鸞居）
- 『Casa BRUTUS（カーサ・ブルータス）』（2010年11月号／マガジンハウス）礼華お取り寄せ厨房　点心セット
- 『レストランジャーナリスト犬養裕美子の人生を変える一皿』犬養裕美子、前田宗晃・著（Discover Japan特別編集／2010年7月3日発行／エイ出版社）P.117　礼華の“大正エビと猫耳麺の黒胡椒炒め＆サンマの春巻”
- 『VOGUE（ヴォーグ）』（2010年4月27日付／コンデナスト・ジャパン）犬養裕美子のレストランガイド。：礼華 青鶯居（らいか せいらんきょ）
- 『ミセス』（2010年3月号／文化出版局）ミセスのおすすめレストラン情報：東京・南青山　優雅に味わう洗練された中華「礼華　青鸞居（らいか　せいらんきょ）」フカヒレの姿煮込み　上海風、蟹爪のカダイフ包み揚げ
- 『料理王国』（2010年3月6日発売号／CUISINE KINGDOM）時代が求める中国料理店の形：「礼華 青鸞居」新山重治
- 『東京五つ星の中華』岸朝子・選（2009年12月1日発行／東京書籍）P.168　緑滴るテラスで繊細な料理を
- 『アミューズと先付 319　最初の一皿、134店のアイデア』（2006年4月／柴田書店）ピータン豆腐、カッペリーニのパプリカトマトソース、桜海老入り揚げ湯葉山椒塩添え、フカヒレの冷菜山椒ソース、山芋の温菜の上海蟹ソース（新山重治／礼華）
- 『dancyu（ダンチュウ）』（2005年1月号／プレジデント社）人生の食卓を無駄にしたくないと願う男の食の軌跡「一食入魂」：小山薫堂さんが"入魂"で選んだ2004年　最も印象に残った店ベスト5が今明らかに！

※その他、多数。

### 料理教室・レシピ監修
- 2003年から不定期で中華食材「日本橋古樹軒」の料理教室「中国料理の友」の講師を務める。
  - 2014年10月23日、「鹹豆漿（桜海老入り台湾風豆乳スープ）」
  - 2014年4月27日、「叉焼入り煮込み焼きそば」「彩り野菜の南瓜ソース」「海老のすり身の煎り焼き　チリソース」
  - 2010年6月18日、「生うにとクリームチーズの揚げ餃子」「フォアグラとトリュフの茶碗蒸しスープ」「黒豚三枚肉の特製パン包み」
- 株式会社ニチレイフーズの冷凍食品「豚肉と青菜のチャーハン」「豚肉とザーサイの四川風炒飯」のレシピを監修。